# Craseonycteris thonglongyai
Джмелевик (Craseonycteris thonglongyai) — єдиний вид рукокрилих у родині джмелевикові (Craseonycteridae). Вагою 1.5–2 грами, цей крихітний вид є найменшим сучасним ссавцем у світі (комахоїдний ссавець Batodonoides vanhouteni, що мешкав у Північній Америці в епоху раннього еоцену мав найменшу відому вагу — 0.93–1.82 грама). 
Етимологія: дав.-гр. κρᾶσις — «суміш», νυκτερίς — «кажан», у натяку на поєднання ознак, представлених цим помітним відкриттям. Видова назва вшановує першовідкривача, тайського зоолога Кітті Тхонглонгья (Kitti Thonglongya).

## Поширення, поведінка
Країни проживання: М'янма, Таїланд. Записаний від 0 до 500 м над рівнем моря. Цей вид завжди пов'язаний з виходами вапняку поблизу річок. Він завжди спочиває в печерах. Комахоїдний і нормальний домашній діапазон мабуть обмежується площею близько 1 км від його житла. Живе поодинці чи малими групами, при цьому розміщуючись в печері подалі один від одного. Харчується у довколишніх лісах комахами протягом коротких періодів активності у вечірній час і на світанку.

## Опис
Голова і тіло довжиною 29—33 мм, хвіст відсутній, передпліччя довжиною 22—26 мм, вага 2 грами.
Здається є дві колірні фази: у першої верх тіла від коричневого до червонуватого у другої суворо сірий; низ тьмяніший, а мембрани темні. Вуха відносно великі, очі малі. Зубна формула: (i 1/2, c 1/1, pm 1/2, m 3/3)•2=28.

## Відтворення
Парування відбувається в сухий сезон, пізнього квітня, продовжуючись у травні. Народжується єдине маля.

## Загрози та охорона
Вид страждає від порушень місць спочинку. Існує необхідність охорони печер.